# Nationale 1957-1958
La Nationale 1957-1958 è stata la 36ª edizione del massimo campionato francese di pallacanestro maschile. La vittoria finale è stata ad appannaggio del Charleville-Mézières.

## Risultati

### Fase a gironi

#### Gruppo A
|    | Squadra        | G  | V  | N | P  | PF  | PS  | P.ti | Qualificazione           |
| -- | -------------- | -- | -- | - | -- | --- | --- | ---- | ------------------------ |
| 1. | Roanne         | 14 | 11 | 0 | 3  | 783 | 646 | 36   | playoff                  |
| 2. | ASVEL          | 14 | 9  | 1 | 4  | 846 | 720 | 33   | playoff                  |
| 3. | R.C. de France | 14 | 8  | 0 | 6  | 833 | 777 | 30   |                          |
| 4. | Caen           | 14 | 6  | 2 | 6  | 711 | 692 | 28   |                          |
| 5. | Montferrand    | 14 | 6  | 2 | 6  | 696 | 712 | 28   |                          |
| 6. | ABC Nantes     | 14 | 6  | 1 | 7  | 753 | 767 | 27   |                          |
| 7. | JS Caraman     | 14 | 6  | 0 | 8  | 672 | 735 | 26   | retrocesse in Excellence |
| 8. | La Vendéenne   | 14 | 1  | 0 | 13 | 571 | 816 | 16   | retrocesse in Excellence |

#### Gruppo B
|    | Squadra              | G  | V  | N | P | PF  | PS  | P.ti | Qualificazione           |
| -- | -------------------- | -- | -- | - | - | --- | --- | ---- | ------------------------ |
| 1. | P.U.C.               | 14 | 10 | 0 | 4 | 655 | 610 | 34   | playoff                  |
| 2. | Charleville-Mézières | 14 | 8  | 0 | 6 | 732 | 719 | 30   | playoff                  |
| 3. | Mulhouse             | 14 | 7  | 1 | 6 | 771 | 729 | 29   |                          |
| 4. | AS Saint-Étienne     | 14 | 7  | 0 | 7 | 813 | 785 | 28   |                          |
| 5. | Le Havre             | 14 | 6  | 1 | 7 | 675 | 721 | 27   |                          |
| 6. | Auboué               | 14 | 6  | 0 | 8 | 644 | 629 | 26   |                          |
| 7. | Marly                | 14 | 6  | 0 | 8 | 744 | 790 | 26   | retrocesse in Excellence |
| 8. | SA Lione             | 14 | 4  | 2 | 8 | 627 | 678 | 24   | retrocesse in Excellence |

### Fase finale
|  | Semifinali           | Semifinali           | Semifinali |        |                      | Finale               | Finale | Finale |  |
|  |                      |                      |            |        |                      |                      |        |        |  |
|  | Roanne               | Roanne               | 52         |        |                      |                      |        |        |  |
|  | Roanne               | Roanne               | 52         |        |                      |                      |        |        |  |
|  | Charleville-Mézières | Charleville-Mézières | 61         |        |                      |                      |        |        |  |
|  | Charleville-Mézières | Charleville-Mézières | 61         |        | Charleville-Mézières | Charleville-Mézières | 48     |        |  |
|  |                      |                      |            |        | Charleville-Mézières | Charleville-Mézières | 48     |        |  |
|  |                      |                      | P.U.C.     | P.U.C. | 44                   |                      |        |        |  |
|  | P.U.C.               | P.U.C.               | P.U.C.     | P.U.C. | 44                   | 47                   |        |        |  |
|  | P.U.C.               | P.U.C.               |            |        |                      |                      |        |        |  |
|  | ASVEL                | ASVEL                | 46         |        |                      |                      |        |        |  |

| Nationale 1957-1958            |
| ------------------------------ |
| Charleville-Mézières 1º titolo |

## Formazione vincitrice
| N° | Naz.               | Ruolo | Sportivo          |  | Alt. |  |
| -- | ------------------ | ----- | ----------------- |  | ---- |  |
|    | Francia (bandiera) | C     | Jean-Paul Beugnot |  | 204  |  |
|    | Francia (bandiera) | A     | Jean Perniceni    |  | 183  |  |